# 한검도

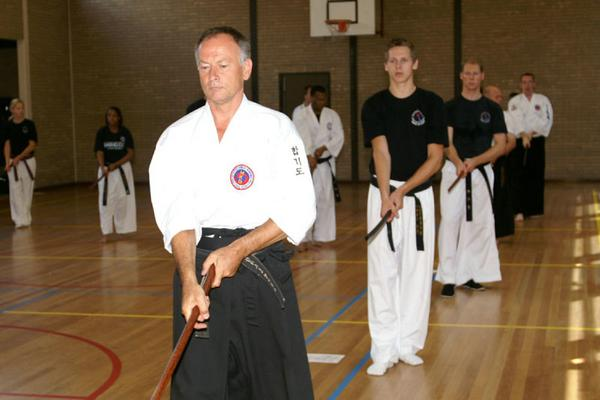

한검도(韓劍道)는 명재남이 창안한 검법이다. 한글의 24가지 자음과 모음을 검법으로 형상화한 것이 특징이다.

## 한검도 도법:
- 자음검법(고정기, 전환기)
- 모음검법(고정기, 전환기)
- 격검
- 검탈취법

## 같이 보기
- 국선도
- 혈기도
- 단월드
- 택견
- 십팔기도
- 한무도
- 수박도
- 한풀